# یاکشینا
یاکشینا (به لاتین: Yakshina) یک منطقهٔ مسکونی در روسیه است که در استان آرخانگلسک واقع شده‌است.